# Summer 2015
Summer 2015 è il primo tour di festival musicali della cantante australiana Kylie Minogue, tenutosi nel 2015 come prosieguo del suo Kiss Me Once Tour (2014). Difatti, lo spettacolo consiste in una versione aggiornata del Kiss Me Once Tour, con una scaletta simile e con dei nuovi costumi di scena.
Il tour comprende sei spettacoli in Europa, iniziando il 12 giugno ad Aalborg, in Danimarca, e terminando il 18 luglio a Gräfenhainichen, in Germania.

## Sinossi
Lo spettacolo si apre con l'introduzione video di Breathe, già utilizzata nel Kiss Me Once Tour, ma arricchita da elementi di Better the Devil You Know, che apre lo show al posto di Les Sex, con Kylie che appare sulla consueta coppia di labbra, emergendo da dietro i ballerini, indossando una tuta leopardata rossa. Successivamente canta In My Arms, seguita da una versione eseguita nel KylieX2008 di In Your Eyes. Dopo un rapido saluto al pubblico, chiude la prima parte dello show con il remix usato nel Kiss Me Once Tour di Wow.
La seconda parte inizia con il medesimo interludio Bauhaus Disco e remix di Step Back in Time, seguita dai remix di Spinning Around, Your Disco Needs You e On a Night Like This. In questa sezione, Kylie indossa un abito rosso con paillettes, stivali coordinati e l'iconico colletto con cravatta già utilizzato nel Kiss Me Once Tour. Prosegue poi con una cover di Bette Davis Eyes di Kim Carnes, seguita da Can't Get You Out of My Head e Slow. Dopo aver accolto alcune richieste dal pubblico, canta la prima strofa e il ritornello di I Should Be So Lucky accompagnata da una batteria dal vivo. A Hyde Park, invita il pubblico a cantare l'intero brano mentre viene portata in spalla dai ballerini. Conclude poi questa sezione con The Loco-Motion e Kids.
La terza parte dello show utilizza la stessa versione di Get Outta My Way, ma con un’introduzione accorciata. Kylie indossa una tuta dorata con scarpe abbinate. Prosegue con la versione del Kiss Me Once Tour di Love at First Sight e poi con il singolo del 1992 Celebration, presentato per la prima volta dal 2001. Dopo un ulteriore saluto al pubblico, conclude il corpo principale dello spettacolo con All the Lovers.
Infine, chiude lo show con Into the Blue, l’unico brano tratto da Kiss Me Once presente in scaletta.

## Scaletta
Atto I
- Intro: Breathe

1. Better the Devil You Know
2. In My Arms

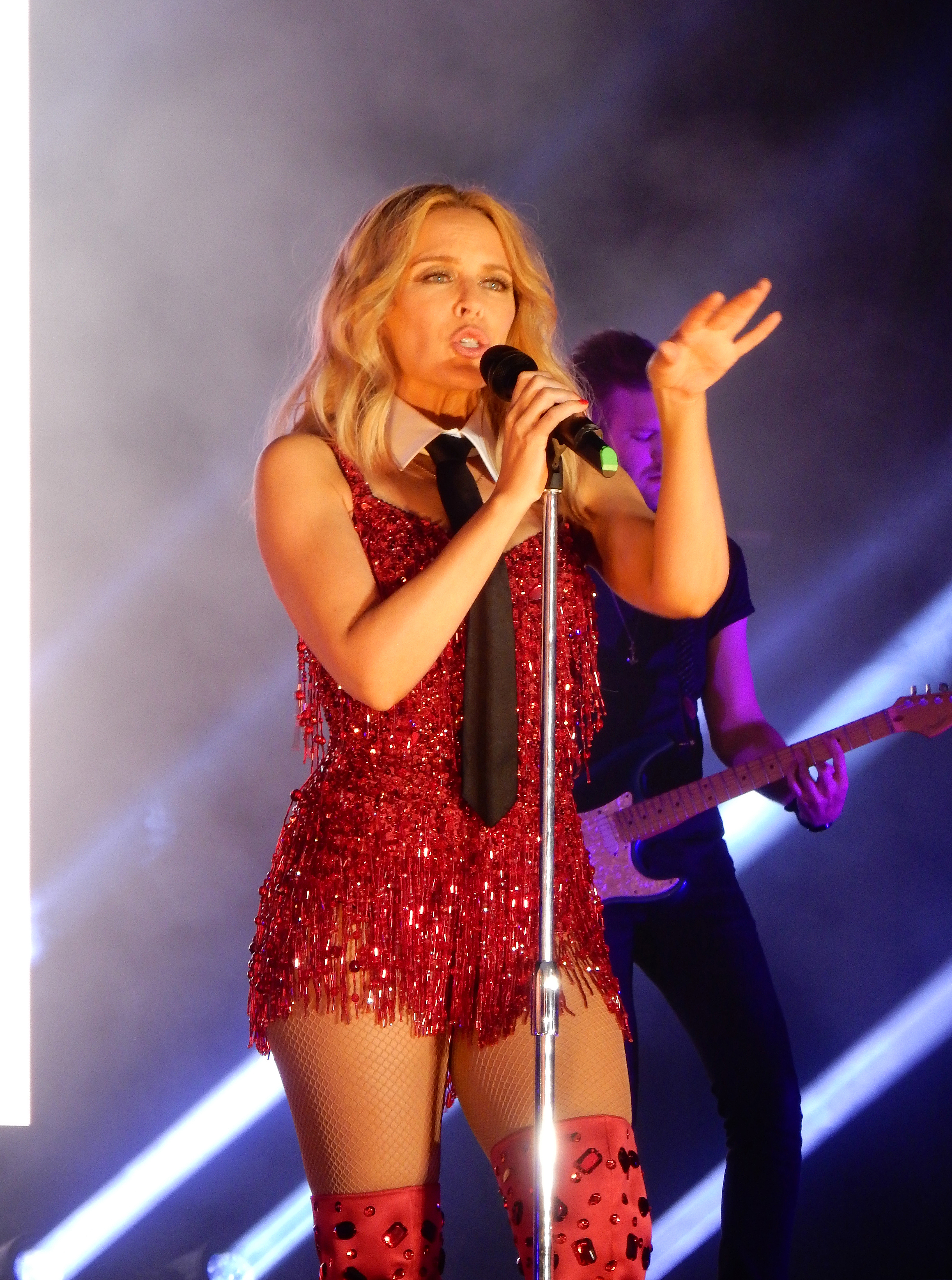
Kylie durante il secondo atto

3. In Your Eyes (versione KylieX2008)
4. Wow

Atto II
- Interludio: Bauhaus Disco

1. Step Back in Time
2. Spinning Around
3. Your Disco Needs You (Almighty Mix)
4. On A Night Like This
5. Bette Davis Eyes
6. Can't Get You out of My Head
7. Slow
8. I Should Be So Lucky (a cappella)
9. The Locomotion
10. Kids

Atto III
1. Get Outta My Way
2. Love at First Sight
3. Celebration
4. All the Lovers

Encore
1. Into the Blue

### Variazioni alla scaletta
- A Newmarket nel Surrey la Minogue ha interpretato a cappella spezzoni di Come into My World, Got to Be Certain e Je Ne Sais Pas Pourquoi prima di I Should Be So Lucky.[2]
- Durante il concerto nel Merseyside la Minogue ha interpretato a cappella Come into My World e Got to Be Certain, seguite da una versione a cappella di Tears on My Pillow.[3]
- Durante il concerto di Hyde Park, incoraggiata dal pubblico, la Minogue ha cantato a cappella la sigla di Neighbours dopo Can't Get You Out of My Head.[4]
- Durante il concerto in Finlandia, la Minogue ha eseguito la cover di Diana Krall, Peel Me A Grape.[5]
- Durante il concerto in Germania, la Minogue ha cantato 99 Red Balloons di Nena.[6]

## Date
| Data           | Città           | Stato       | Luogo         | Biglietti disponibili / Biglietti venduti | Incasso    | Festival                                  |
| Europa         | Europa          | Europa      | Europa        | Europa                                    | Europa     | Europa                                    |
| -------------- | --------------- | ----------- | ------------- | ----------------------------------------- | ---------- | ----------------------------------------- |
| 12 giugno 2015 | Aalborg         | Danimarca   | Skovdalen     | -                                         | -          | Skovrock Festival                         |
| 19 giugno 2015 | Suffolk         | Regno Unito | Newmarket     | 22.000 / 22.000 (100%)                    | -          | The Jockey Club’s An Evening At The Races |
| 20 giugno 2015 | Merseyside      | Regno Unito | Haydock Park  | -                                         | -          | The Jockey Club’s An Evening At The Races |
| 21 giugno 2015 | Londra          | Regno Unito | Hyde Park     | 46.126 / 53.333 (86.5%)                   | $3.588.342 | British Summer Time                       |
| 16 luglio 2015 | Pori            | Finlandia   | Kirjurinluoto | -                                         | -          | Pori Jazz Festival                        |
| 18 luglio 2015 | Gräfenhainichen | Germania    | Ferropolis    | -                                         | -          | Melt! Festival                            |

### Concerti annullati
16 giugno 2015, Istanbul,  Turchia - Cancellato a causa dei pochi biglietti venduti.

## Registrazioni e broadcasting
Il concerto del British Summer Time 2015 di Londra è stato registrato professionalmente, tuttavia non è mai stato commercializzato. Ciò nonostante, sono state diffuse in rete le clip integrali della performance di Can't Get You out of My Head, Celebration e Into the Blue.
In aggiunta, un mini cortometraggio dietro le quinte è stato pubblicato sul canale YouTube della cantante.

## Critica

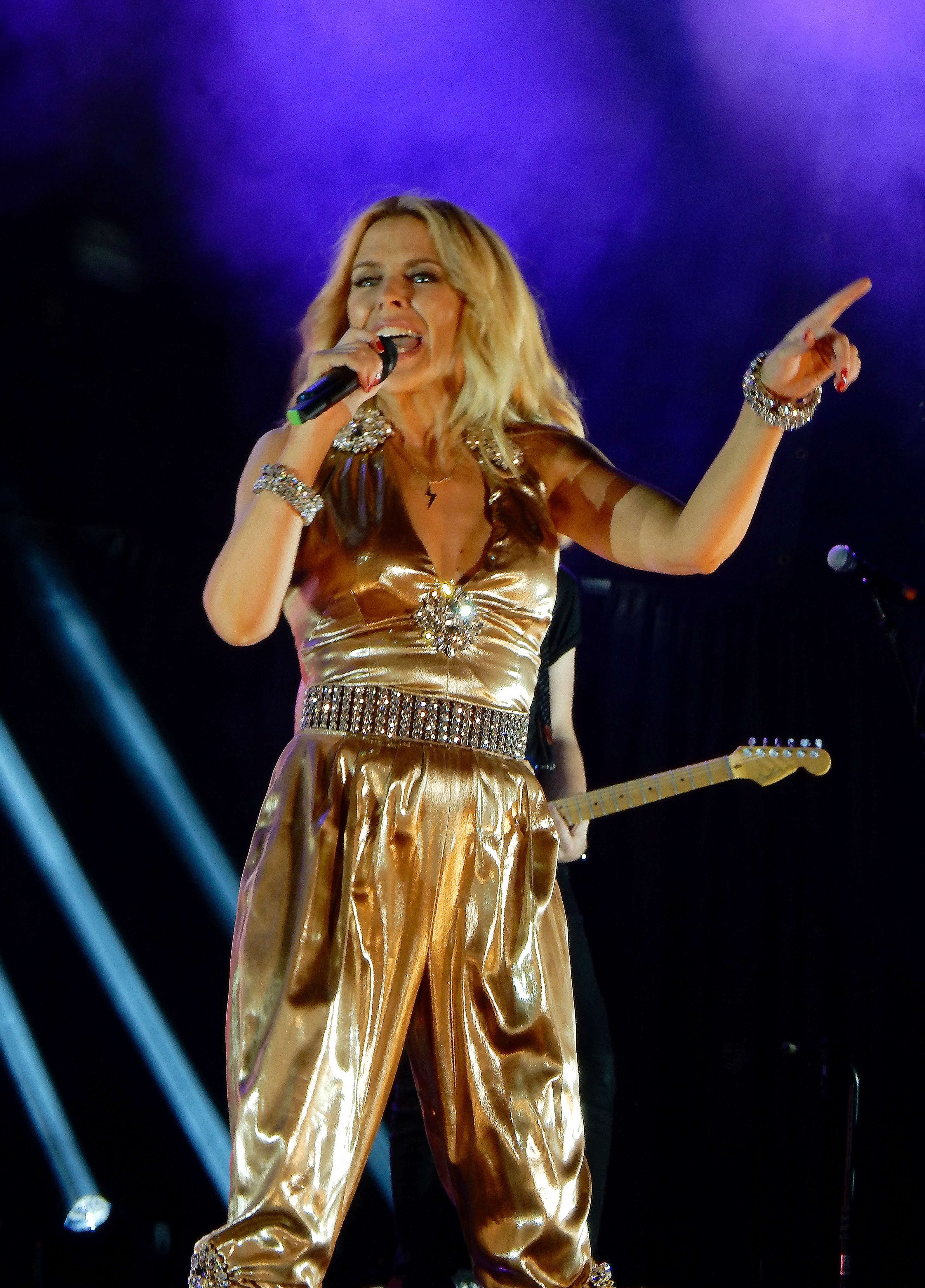
Kylie durante il terzo atto

Il tour ha ricevuto recensioni positive dalla maggior parte della critica. Dopo lo spettacolo all’ippodromo di Haydock Park, Tom Belger del Liverpool Echo ha assegnato quattro stelle all’esibizione, definendola un "trionfale ritorno nel Merseyside". Ha commentato che il look di Kylie "ricordava molto il Natale, ma è difficile biasimarla per aver voluto cambiare un po' le carte in tavola durante un tour che sembra non finire mai".
Ashley Percival dell’Huffington Post ha definito lo show a Hyde Park come "il set di Glastonbury che non è mai stato", assegnandogli cinque stelle. Ha scritto che "Kylie ha dimostrato che una diva della disco non si abbatte facilmente", facendo riferimento ad "alcuni anni turbolenti [...] dopo l’ingresso nella scuderia Roc Nation di Jay-Z, in seguito alla separazione dal suo manager storico nel 2013". Ha concluso auspicando che "Michael Eavis abbia già fatto una telefonata per assicurarle un posto da headliner al Glastonbury 2016".
Anche Caroline Sullivan del The Guardian ha dato cinque stelle allo stesso concerto, affermando che Kylie e il suo spettacolo "rafforzano il suo status di regina indiscussa del dance-pop". Pierre Perrone de The Independent, invece, si è mostrato leggermente più critico, assegnando tre stelle e osservando che "Kylie Minogue non è riuscita del tutto a imporsi come headliner per un evento all’aperto".